# Јазу (Јаломица)
Јазу (рум. Iazu) насеље је у Румунији у округу Јаломица у општини Скантеја. Oпштина се налази на надморској висини од 29 m.

## Становништво
Према подацима из 2002. године у насељу је живело 1288 становника, од којих су сви румунске националности.